# Molfetta Sportiva 1992-1993
Questa voce raccoglie le informazioni riguardanti  la Molfetta Sportiva nelle competizioni ufficiali della stagione 1992-1993.

## Rosa
| N. |                   | Ruolo | Calciatore           |
| -- | ----------------- | ----- | -------------------- |
|    | Italia (bandiera) | A     | Angelo Buccheri      |
|    | Italia (bandiera) | D     | Alessandro Casadei   |
|    | Italia (bandiera) | D     | Espedito Chionna (I) |
|    | Italia (bandiera) | C     | Giovanni Colonna     |
|    | Italia (bandiera) | C     | Antonello Correnti   |
|    | Italia (bandiera) | C     | Vincenzo De Bellis   |
|    | Italia (bandiera) | A     | Emanuele Del Zotti   |
|    | Italia (bandiera) | C     | Mauro De Bari        |
|    | Italia (bandiera) | A     | Francesco De Napoli  |
|    | Italia (bandiera) | D     | Antonio Di Giovanni  |
|    | Italia (bandiera) | C     | Vito Grieco          |
|    | Italia (bandiera) | P     | Dario Loporchio      |

| N. |                   | Ruolo | Calciatore         |
| -- | ----------------- | ----- | ------------------ |
|    | Italia (bandiera) | A     | Aurelio Lo Re      |
|    | Italia (bandiera) | C     | Lamberto Magrini   |
|    | Italia (bandiera) | D     | Pietro Mancone     |
|    | Italia (bandiera) | A     | Francesco Micciola |
|    | Italia (bandiera) | A     | Giovanni Miccoli   |
|    | Italia (bandiera) | D     | Vincenzo Pepe      |
|    | Italia (bandiera) | P     | Pantaleo Roca      |
|    | Italia (bandiera) | D     | Nicola Servedio    |
|    | Italia (bandiera) | D     | Vincenzo Tagliente |
|    | Italia (bandiera) | D     | Andrea Tramacere   |
|    | Italia (bandiera) | D     | Fabrizio Tridente  |
|    | Italia (bandiera) | C     | Vito Tuttisanti    |